# Szentlőrinc
Szentlőrinc (em croata:   Selurinac; em alemão:   St. Laurenz) é uma cidade da Hungria, situada no condado de Baranya. Tem 27,81 km² de área e sua população em 2019 foi estimada em 6.184 habitantes.